# Union africaine
Pour les articles homonymes, voir UA.
Institutions
L'Union africaine (UA) est une organisation intergouvernementale d'États africains créée le 9 juillet 2002 à Durban (Afrique du Sud), en application de la déclaration de Syrte du 9 septembre 1999. Elle remplace l'Organisation de l'unité africaine (OUA). La mise en place de ses institutions (Commission, Parlement panafricain et Conseil de paix et de sécurité) a lieu en juillet 2003, au sommet de Maputo (Mozambique).
Son premier président est le Sud-Africain Thabo Mbeki, précédemment président de l'OUA.
Ses buts sont d'œuvrer à la promotion de la démocratie, des droits humains et du développement à travers l'Afrique, surtout par l'augmentation des investissements extérieurs par l'intermédiaire du programme du Nouveau partenariat pour le développement de l'Afrique (NEPAD). Ce programme considère que la paix et la démocratie sont des préalables indispensables au développement durable.
L'un des objectifs de l'UA consiste en la création d'une banque centrale de développement.

## Histoire

### Échec de l'Union des États africains
La première tentative d'union politique en Afrique est envisagée en mai 1957 par Barthélemy Boganda en vue de la création des États unis de l'Afrique latine. Le 23 novembre 1958, en Afrique de l'Ouest, l'Union Ghana-Guinée est créée. En mai 1959, elle est renommée Union des États africains. Deux ans plus tard, en avril 1961, le Mali adhère à l'Union. Celle-ci, d'inspiration marxiste, est menée par les révolutionnaires africains Kwame Nkrumah (du Ghana), Modibo Keïta (du Mali) et Sékou Touré (de Guinée).
L'Union prend fin en 1962 quand la Guinée se rapproche des États-Unis sans respecter l'opinion de ses partenaires socialistes.

### Organisation de l'Unité africaine
Le 25 mai 1963 est créée l'ancêtre de l'Union africaine, l'Organisation de l'unité africaine (OUA), par 32 États. Son siège est établi à Addis-Abeba en Éthiopie, dans l'African Union Headquarters.

#### Retrait et réintégration du Maroc
En 1984, de nombreux États membres de l'OUA soutiennent l'adhésion de la République arabe sahraouie démocratique, territoire contesté dont 20 % seulement est contrôlé par le Front Polisario (mouvement nationaliste sahraoui) et 80 % par le Maroc,. En protestation à l'adhésion de la République sahraouie, le Maroc se retire de l'OUA. Le Zaïre, allié du Maroc, s'oppose quant à lui à l'adhésion de la République sahraouie et organise un boycott de l'Organisation de 1984 à 1986. Certains États membres ont par la suite retiré leur soutien à la République sahraouie. Cependant, le 18 juillet 2016, lors du sommet des chefs d'État et de gouvernement organisé à Kigali au Rwanda, le roi Mohammed VI annonce l'intention pour son pays de réintégrer l'organisation. L'Union africaine réintègre le Maroc le 30 janvier 2017.

#### Réforme de l'OUA
Le 3 juin 1991 est conclu le traité d'Abuja qui prévoit explicitement la création d'un marché commun à l'ensemble du continent avant 2025.
L'impulsion visant à relancer le processus d'intégration politique, qui apparaît indispensable aux yeux des dirigeants africains pour la croissance économique du continent, est donnée en 1998 par Mouammar Kadhafi, alors « Guide de la révolution » de la Jamahiriya arabe libyenne. Le 9 septembre 1999 est signée la déclaration de Syrte qui fixe l'objectif de la création d'une Union africaine. La déclaration rappelle dans ses premières lignes les idéaux des pères fondateurs de l'OUA et notamment ceux du panafricanisme. Cependant, comme lors de la création de l'OUA, les conceptions fédéralistes et les souverainistes s'affrontent. Selon les analyses, le résultat est une organisation de compromis.
Le traité créant l'Union africaine, appelé Acte constitutif de l'Union africaine, est signé le 11 juillet 2000 à Lomé, au Togo.

### Instauration de l'Union africaine
Ce n'est que le 9 juillet 2002, soit deux ans après la signature de son traité constitutif, que l'Union africaine se substitue à l'OUA. Un an plus tard, en juillet 2003, à l'occasion du sommet de Maputo (au Mozambique), sont mises en place certaines institutions dont la Commission de l'Union africaine, le Parlement panafricain et le Conseil de paix et de sécurité (CPS).
Les États-Unis nomment pour la première fois un ambassadeur auprès de l'UA, Cindy Courville, en novembre 2006. C'est le premier ambassadeur d'un pays non africain auprès de cette organisation.
Le 21 mars 2018, 44 États membres de l'Union africaine signent un accord établissant la Zone de libre-échange continentale, qualifié de « moment historique » par le président de la Commission de l'Union africaine Moussa Faki.

### Chronologie
| Signature Entrée en vigueur Nom du traité | 1961                                    | 1963 Charte de l'OUA                                             | 1991 1994 Traité d'Abuja          | 1999 2002 Déclaration de Syrte | 1999 2002 Déclaration de Syrte |  |  |  |  |  |  |  |  |
|                                           |                                         |                                                                  |                                   |                                |                                |  |  |  |  |  |  |  |  |
|                                           | Organisation de l'unité africaine (OUA) | Communauté économique africaine :                                | Communauté économique africaine : |                                |                                |  |  |  |  |  |  |  |  |
|                                           | Organisation de l'unité africaine (OUA) | Communauté des États sahélo-sahariens (CEN-SAD)                  |                                   |                                |                                |  |  |  |  |  |  |  |  |
|                                           | Organisation de l'unité africaine (OUA) | Marché commun de l'Afrique orientale et australe (COMESA)        |                                   |                                |                                |  |  |  |  |  |  |  |  |
|                                           | Organisation de l'unité africaine (OUA) | Communauté d'Afrique de l'Est (EAC)                              |                                   |                                |                                |  |  |  |  |  |  |  |  |
|                                           | Organisation de l'unité africaine (OUA) | Communauté économique des États de l'Afrique centrale (CEEAC)    |                                   |                                |                                |  |  |  |  |  |  |  |  |
|                                           | Organisation de l'unité africaine (OUA) | Communauté économique des États de l'Afrique de l'Ouest (CEDEAO) |                                   |                                |                                |  |  |  |  |  |  |  |  |
|                                           | Organisation de l'unité africaine (OUA) | Autorité intergouvernementale pour le développement (IGAD)       |                                   |                                |                                |  |  |  |  |  |  |  |  |
|                                           | Organisation de l'unité africaine (OUA) | Communauté de développement d'Afrique australe (SADC)            |                                   |                                |                                |  |  |  |  |  |  |  |  |
|                                           | Organisation de l'unité africaine (OUA) | Union du Maghreb arabe (UMA)                                     |                                   |                                |                                |  |  |  |  |  |  |  |  |
| Groupe de Casablanca                      | Organisation de l'unité africaine (OUA) |                                                                  | Union africaine (AU)              |                                |                                |  |  |  |  |  |  |  |  |
| Groupe de Monrovia                        | Organisation de l'unité africaine (OUA) |                                                                  | Union africaine (AU)              |                                |                                |  |  |  |  |  |  |  |  |
|                                           |                                         |                                                                  |                                   |                                |                                |  |  |  |  |  |  |  |  |

## États membres de l'Union africaine

### Membres
Il y a actuellement 55 membres de l'UA après la réintégration du Maroc le 30 janvier 2017, soit tous les pays d'Afrique à l'exception du Somaliland (qui n'est reconnu par aucun État).
Les territoires africains contrôlés par l'Espagne (îles Canaries, Ceuta et Melilla), le Portugal (Madère), le Royaume-Uni (Sainte-Hélène, Ascension et Tristan da Cunha) et la France (Mayotte et La Réunion) sont hors de la juridiction de l'UA.

### États suspendus
Selon les articles 4, paragraphe (p) et 30 de l'Acte constitutif de l'Union africaine de 2000, l'Union « [condamne et rejette] des changements anticonstitutionnels de gouvernement » et considère que « les Gouvernements qui accèdent au pouvoir par des moyens anticonstitutionnels ne sont pas admis à participer aux activités de l'Union ». Sur les fondements de ces articles, l'Union africaine a suspendu plusieurs États.

#### Anciennement
Les anciens États suspendus sont :
- le Togo, suspendu le 25 février 2005 du fait de questionnements concernant l'élection du président. Une élection présidentielle se tient le 4 mai 2005 ;
- la Mauritanie, suspendue une première fois le 4 août 2005, après un coup d'État militaire. Elle est réintégrée après l'élection présidentielle de 2007. Elle est de nouveau suspendue, pour les mêmes raisons, le 6 août 2008 ;
- Madagascar, suspendu à la suite de la crise politique de 2009 qui entraîne la prise de pouvoir d'Andry Rajoelina ; cette suspension est levée en 2014 à la suite de l'investiture d'un nouveau président démocratiquement élu[14] ;
- le Niger, suspendu le 8 février 2010 après un coup d'État militaire ;
- la Côte d'Ivoire, suspendue lors de la crise ivoirienne de 2010-2011 ;
- la Guinée-Bissau, suspendue le 17 avril 2012 après le coup d'État militaire du 12 avril 2012[15] ;
- la République centrafricaine, qui est suspendue le 24 mars 2013 après le coup d'État des rebelles de la Seleka. Le président auto-proclamé Michel Djotodia promet des élections démocratiques dans les 3 ans. Le pays est rétabli en tant que membre de plein droit en avril 2016[16].
- l'Égypte, suspendue à la suite du coup d'État militaire du 3 juillet 2013[17], réintégrée le 18 juin 2014[18] ;
- le Gabon est suspendu après le coup d'État d'août 2023 mené par Brice Oligui Nguema. Il retrouve son statut de membre après l'élection de Brice Oligui Nguema à la présidence en avril 2025. La transition à un régime constitutionnel et démocratique est jugée « globalement réussie » par l'UA[19].

#### Actuellement
En date du mois de février 2023, peu après le sommet tenu en Éthiopie, l'UA confirme la suspension de quatre membres, auxquels s'ajoute le Niger en août 2023 :
- la Guinée, suspendue lors du coup d'État militaire le 23 décembre 2008. Elle est suspendue de nouveau le 10 septembre 2021 après le coup d'État qui a renversé le président Alpha Condé quelques jours plus tôt[21].
- le Mali, suspendu le 23 mars 2012 après le coup d'État militaire du 21-22 mars 2012, est rétabli le 26 octobre 2012 après la mise en place d'un régime de transition, dans le contexte de la prise de contrôle par les milices islamistes du nord du pays. Le pays est de nouveau suspendu à la suite du coup d'État de 2020.
- le Burkina Faso, qui est suspendu le 18 septembre 2015 après la tentative de coup d'État du 16-17 septembre puis réintégré après que l'ordre démocratique a été rétabli au cours du même mois[22]. Il est de nouveau suspendu le 31 janvier 2022, après le coup d'État de janvier 2022[23].
- le Soudan, suspendu entre le 6 juin 2019 et le 7 septembre 2019, après le massacre de Khartoum[24] jusqu'au rétablissement d'un gouvernement civil[25]. Il est à nouveau suspendu à partir du 27 octobre 2021 à la suite du coup d'État mené le 25 octobre[26].
- le Niger est suspendu le 22 août 2023, à la suite du coup d'État du 26 juillet précédent[27].

### Territoires contestés
En mai 2004, la Commission de l'Union africaine émettait un Plan stratégique dans lequel, pour la première fois, le continent africain dénonçait l'occupation étrangère de pays ou territoires considérés comme africains. Au total, huit territoires sont mentionnés.

### Statut d'Israël
Israël est observateur de l'OUA jusqu'en 2002, année au cours de laquelle l'OUA devient l'Union africaine. Israël, qui entretient des relations diplomatiques avec 46 des 55 pays de l'Union africaine, se voit accorder une place d'observateur de l'UA le 22 juillet 2021,. Les pays d'Afrique du Nord, à l'exception du Maroc, ainsi que ceux de l'Afrique australe, font partie des principaux États du continent à être opposées à cette nomination. En février 2024, le statut d'observateur d'Israël est suspendu alors que l'État mène une opération militaire critiquée dans la bande de Gaza dans le cadre de la guerre de Gaza.

## Statut et gouvernance de l'Union

### Statut
La transformation de l'Organisation de l'unité africaine a entraîné un certain nombre d'évolutions puisque l'Union européenne a servi de modèle à la nouvelle Union africaine. Ainsi, les nouvelles institutions témoignent, au moins dans leurs formes, d'une intention de partage de l'autorité. En effet, au sein de l'OUA, la seule source de décision est la Conférence des chefs d'État. Nouvel organe, le Conseil économique, social et culturel (ECOSOCC) est lui composé de membres de la société civile. Enfin, le secrétariat général de l'OUA est remplacé par la Commission, qui a un pouvoir d'initiative et non plus seulement exécutif.
Le principal sujet de débat lors du sommet de juillet 2007 à Accra au Ghana, est la création d'un gouvernement d'Union afin de créer, à terme, les États-Unis d'Afrique. Une étude sur un gouvernement de l'Union est adoptée fin 2006, et proposa plusieurs options pour mener à son terme le projet d'Union africaine. Ce sujet entraîne des divisions parmi les États africains, certains (notamment la Libye sous Kadhafi) ayant une vision maximaliste d'un tel gouvernement, avec notamment une armée de l'Union africaine ; et d'autres (dont les États du sud de l'Afrique) soutenant un renforcement des structures existantes, avec quelques réformes pour s'adapter aux défis administratifs et politiques en rendant la Commission de l'Union africaine et les autres institutions pleinement opérationnelles.
À la suite du sommet d'Accra, la Conférence de l'Union africaine trouve un accord, sous la forme d'une déclaration, pour passer en revue le fonctionnement de l'Union afin de déterminer si celle-ci pouvait évoluer vers un gouvernement de l'Union. La Conférence s'accorda sur :
- accélérer l'intégration politique et économique du continent africain, y compris la formation d'un gouvernement de l'Union ;
- réaliser un audit des institutions et organes de l'Union africaine ; trouver des moyens de renforcer l'Union africaine et élaborer un calendrier en vue d'élaborer le gouvernement de l'Union.

La déclaration évoque en dernier lieu l'« importance d'impliquer les peuples africains, dont les Africains de la Diaspora, dans le processus menant à la formation d'un gouvernement de l'Union ».
À la suite de la décision, un panel de personnalités est appelé pour constituer le Comité d'audit. L'équipe commence ses travaux le 1er septembre 2007. L'examen est présenté à la Conférence de l'Union lors du sommet de janvier 2008 à Addis-Abeba. Cependant, aucune décision finale n'est prise concernant les recommandations, et un Comité de dix chefs d'État est désigné pour étudier le résultat de l'examen et soumettre un rapport lors du sommet de juillet 2008 en Égypte. En juillet 2008, la décision est une nouvelle fois reportée pour un « débat final » au sommet du 2009 à Addis-Abeba.
Le 3 février 2009, la déclaration finale du Sommet conduit à la transformation de la Commission de l'Union africaine en Autorité de l'Union africaine aux compétences renforcées.

### Symboles

Emblème de l'Union africaine.

Drapeau de l'Union africaine.

L'emblème de l'Union africaine se compose d'un ruban d'or portant de petits anneaux rouges se chevauchant, de feuilles de palmier qui poussent autour d'un cercle d'or extérieur et un cercle intérieur vert, dans lequel l'or est une représentation de l'Afrique. La carte de l'Afrique, sans frontières, représente l'unité du continent africain. Le cercle doré symbolise les richesses de l'Afrique et son avenir. Les feuilles de palmiers représentent la paix. Le cercle vert symbolise les espoirs et aspirations de l'Afrique. Enfin, le cercle rouge représente la solidarité africaine et le sang versé pour sa libération.
Lors du 8e Sommet de l'Union africaine, qui se déroule à Addis-Abeba les 29 et 30 janvier 2007, les chefs d'État et de gouvernement décident de lancer un concours pour la sélection d'un nouveau drapeau de l'Union. Ils conseillent alors l'usage d'un fond vert pour représenter l'Afrique, et des étoiles pour représenter ses États membres. La Commission de l'Union organise alors la compétition et reçoit cent-six propositions provenant des citoyens de dix-neuf pays africains et de deux pays de la diaspora. Ces propositions sont examinées par un panel d'experts nommé par la Commission de l'Union[réf. nécessaire].
Lors de la 13e session ordinaire de la Conférence, les chefs d'État et de gouvernement examinent le rapport du panel et sélectionne une des propositions. L'Union africaine adopte un nouveau drapeau lors de la 14e session ordinaire de la Conférence à Addis Abeba en 2010. Le drapeau est désormais officiellement celui de l'Union africaine et remplace l'ancien.
L'ancien drapeau de l'Union africaine se composait d'une large bande horizontale verte en haut, bordée d'une mince bande jaune. En dessous se trouve une large bande blanche portant l'emblème de l'organisation, bordée d'une mince bande jaune, elle-même bordée une large bande verte tout en bas. L'emblème de l'Union africaine au centre d'une large rayure blanche, une autre bande d'or étroite et une finale large rayure verte.
Enfin, l'Union africaine a adopté un nouvel hymne appelé Hymne africain ou L'Africaine.

### Institutions et organes

#### Siège

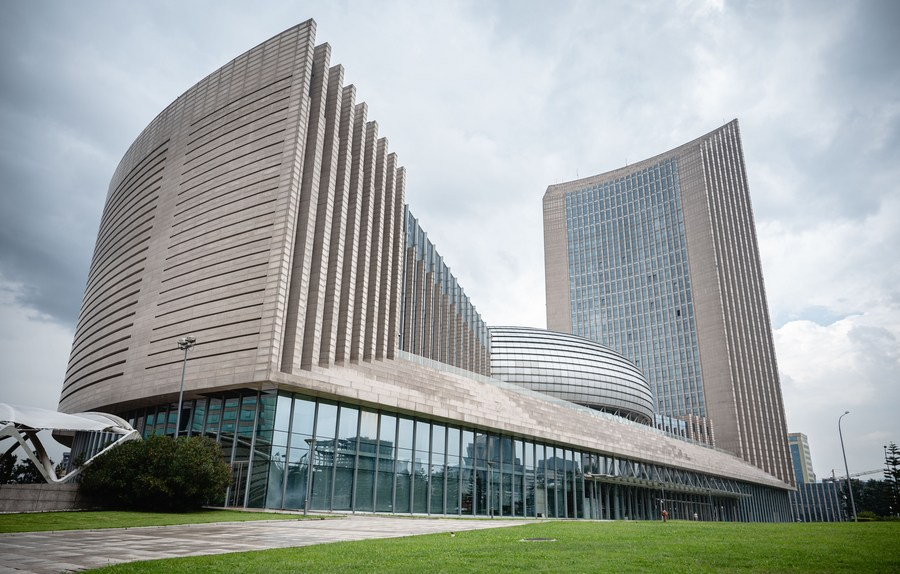
Siège de l'Union africaine à Addis-Abeba

L'essentiel des institutions et organes de l'Union africaine est rassemblé au sein d'un complexe immobilier (en) situé à Addis-Abeba, la capitale éthiopienne, à côté de l'ancien siège de l'organisation. Cet ensemble est offert par la Chine qui entretient globalement de bonnes relations diplomatiques et commerciales avec le continent africain,.
Le bâtiment qui, avec 99 mètres de hauteur (soit 30 étages) est considéré par ses concepteurs comme le plus élevé de la ville, est érigé en deux ans et demi par 1 200 ouvriers chinois et éthiopiens sur le site de l'ancienne prison Alem Bekagn (en). Son coût serait de 200 millions de dollars (soit 154 millions d'euros), mobilier compris payé intégralement par les Chinois. Le complexe inauguré en janvier 2012 comporte plusieurs salles de conférence dont une d'une capacité de 2 500 personnes, un amphithéâtre extérieur de 1 000 places, un centre commercial, un héliport et des bureaux pouvant accueillir 700 fonctionnaires,.

#### Institutions et organes politiques
L'Union africaine se compose de plusieurs institutions et organes :
- le Parlement panafricain (PPA) : le Parlement doit, à terme, devenir le plus important organe législatif de l'Union africaine. Le siège du Parlement est à Midrand en Afrique du Sud. Le Parlement se compose de 265 représentants élus au sein des 55 États membres, et prévoit la participation de la société civile dans le processus de gouvernance démocratique. Son président est Fortune Charumbira (Zimbabwe).

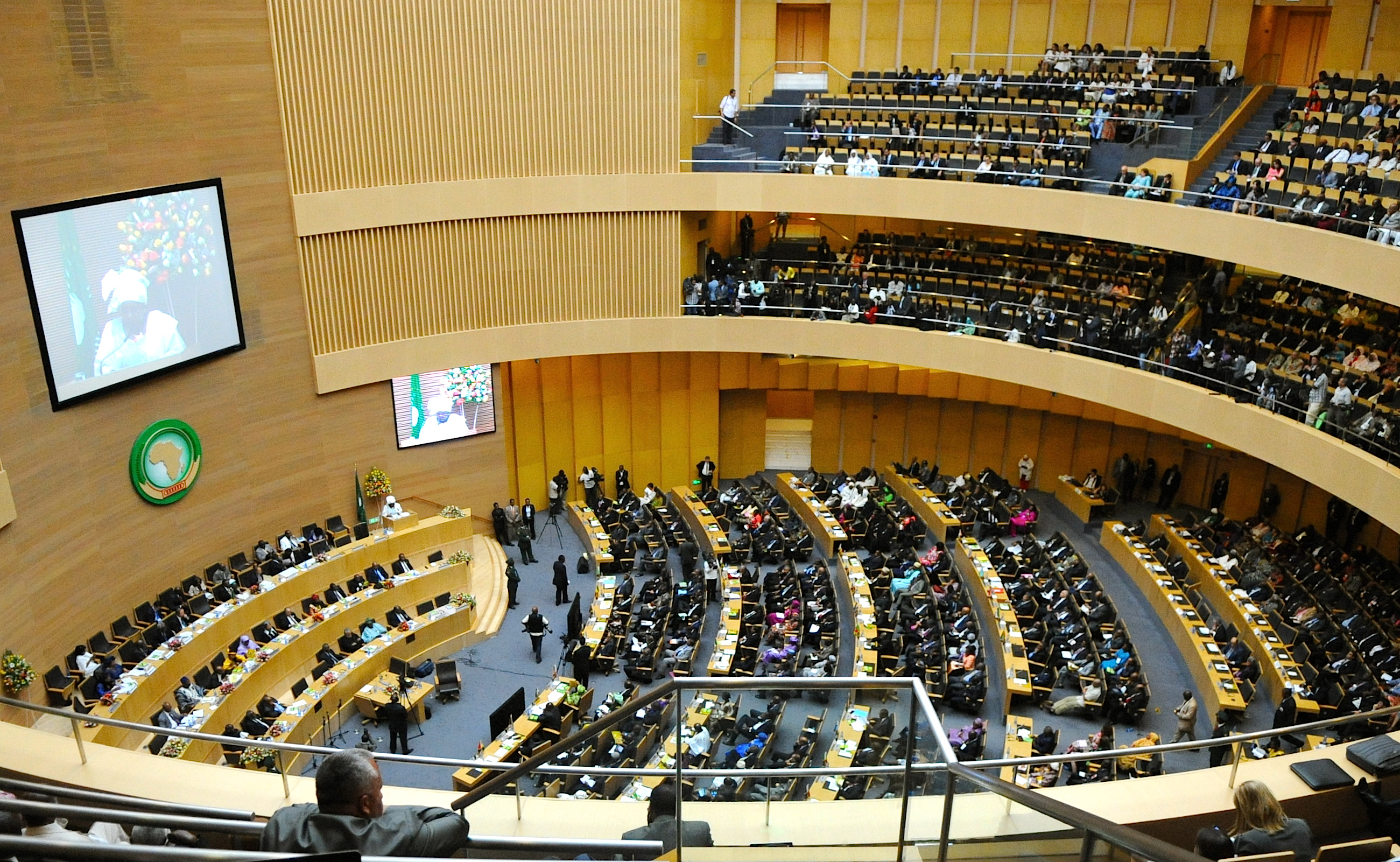
Sommet de l'union africaine le 25 mai 2013 pour le de la création de l'Organisation de l'unité africaine.

- la Conférence est composé des chefs d'État et de gouvernement des États de l'Union africaine, la Conférence est actuellement l'organe suprême de l'Union africaine. Elle délègue graduellement certains de ses pouvoirs de décision au Parlement panafricain. Elle se réunit une fois par an et prend des décisions par consensus ou par une majorité des deux tiers. L'actuel président de l'Union africaine est João Lourenço, président de l'Angola.
- la Commission était auparavant le secrétariat de l'Organisation de l'unité africaine. Elle est composée de dix commissaires (dont un président et un vice-président) et siège à Addis-Abeba en Éthiopie. De la même manière que son homologue européenne, la Commission européenne, elle est l'autorité exécutive et dispose également d'un pouvoir d'initiative. Son président est Mahamoud Ali Youssouf (Djibouti).
- le Conseil exécutif est composé des ministres désignés par les gouvernements des États membres. Il prend des décisions dans les domaines du commerce international, de la sécurité sociale, de la nourriture, de l'agriculture et des communications. Il est responsable devant la Conférence et prépare les éléments que doit approuver ou discuter la Conférence. Ils sont chargés de statuer sur cinq différents points : le commerce extérieur, la sécurité sociale, la nourriture, l'agriculture et les communications. Cet organe exécutif prend ses décisions par consensus ou, à défaut, à la majorité des deux tiers des États membres. Toutefois, les questions de procédure, y compris la question de savoir si une question relève ou non de la procédure, sont tranchées à la majorité simple. Les deux tiers du nombre total de membres de l'Union forment un quorum à toute réunion du Conseil exécutif[42],[43].

#### Institutions judiciaires
La Cour africaine de justice est créée par l'acte constitutif de l'Union africaine pour résoudre les problèmes d'interprétation des traités de l'Union. Le protocole qui instaure la Cour africaine de justice est adopté en 2003 et entre en vigueur en 2008. Il est possible qu'elle soit remplacée par un protocole créant la Cour africaine de justice et des droits de l'homme, qui serait incorporé au sein de la Cour africaine des droits de l'homme et des peuples. Elle aurait alors deux chambres, une traitant des affaires générales et l'autre concernant les droits de l'homme.
La Commission africaine des droits de l'homme et des peuples existe depuis 1986. Elle est établie par la Charte africaine des droits de l'homme et des peuples et non pas par l'acte constitutif de l'Union africaine. La Cour africaine des droits de l'homme et des peuples est établie en 2006 pour compléter les travaux de la Commission.
La Commission de l'Union africaine pour le droit international est créée le 4 février 2009. Elle est composée d'experts en droit international élus par les 55 États membres de l'Organisation. Son siège est fixé à Addis-Abeba. Cette commission est créée sur la base de l'article 5 de l'Acte constitutif de l'organisation. Ses activités commencent en mai 2010. Cet organe statutaire a une double mission : celle de conseil des organes de l'Union et une mission de prospection juridique. Elle peut à ce titre suggérer la révision de certains textes déjà adoptés, voire, des traités.

#### Institutions économiques et financières
Il y a trois institutions économiques :
- la Banque centrale africaine siégeant à Abuja au Nigeria,
- la Banque africaine d'investissement siégeant à Tripoli en Libye,
- et le Fonds monétaire africain siégeant à Yaoundé au Cameroun.

Cependant, ces institutions n'ont pas encore été établies, bien que les travaux du Comité de pilotage sur leur création soient terminés. À terme, l'Union africaine a pour objectif de se doter d'une monnaie unique (parfois appelé l'afro).

#### Autres institutions et organes
- le Conseil de paix et de sécurité (CPS)[48] est proposé au Sommet de Lusaka en 2001 et établi en 2004 par un protocole annexé à l'acte constitutif et adopté par la Conférence en juillet 2002. Le protocole définit le CPS comme un organe de sécurité collective et de prévention visant à faciliter la prise de décisions effectives face aux conflits et à la reconstruction qui s'ensuit. Enfin, il vise à mettre en place une politique commune de défense. Le CPS est composé de quinze membres élus sur une base régionale par la Conférence.
- le Comité des représentants permanents se compose de représentants permanents nommés par les États membres. Le Comité prépare les travaux du Conseil exécutif. Il peut être rapproché du Comité des représentants permanents de l'Union européenne.
- le Conseil économique, social et culturel (ECOSOCC) est un organe consultatif dont les membres sont issus des différentes couches socio-professionnelles des États membres. Il ressemble à son homologue européen, le Comité économique et social. Il est présidé depuis 2008 par l'ancien Bâtonnier de l'Ordre des Avocats du Cameroun, Akere T. Muna, par ailleurs vice-président de Transparency International et Président de l'Union panafricaine des Avocats.
- les Comités techniques spécialisés sont créés par le traité d'Abuja et l'acte constitutif qui sont établis par les ministres africains pour conseiller la Conférence des chefs d'État et de gouvernement.
- la Commission africaine de l'énergie.
- l'Organisation africaine de la propriété intellectuelle à Tunis[49].
- l'Institut africain des statistiques à Tunis[49].
- l'Agence africaine du médicament (agence spécialisée).
- le Centre africain de contrôle et de prévention des maladies (institution technique spécialisée).

### Rôle des Communautés économiques régionales
Le rôle des Communautés économiques régionales est un sujet très débattu dans le cadre de la mise en place d'une intégration continentale totale. Ce débat cherche à déterminer si l'intégration du continent doit se faire en un seul bloc unitaire, ou s'il doit passer, au préalable, par l'intégration des sous-régions. Le Plan d'action de Lagos de 1980, et le traité établissant la Communauté économique africaine (aussi dit traité d'Abuja), proposèrent la création de Communautés économiques régionales comme base de l'intégration africaine, avec l'instauration d'un calendrier organisant le passage d'une intégration régionale à continentale.
Il y a actuellement huit Communautés économiques régionales reconnues par l'Union, chacune établie par des traités régionaux différents. Il s'agit de :
- l'Union du Maghreb arabe (UMA)
- le Marché commun de l'Afrique orientale et australe (COMESA)
- la Communauté des États sahélo-sahariens (CEN-SAD)
- la Communauté d'Afrique de l'Est (EAC)
- la Communauté économique des États de l'Afrique centrale (CEEAC)
- la Communauté économique des États de l'Afrique de l'Ouest (CEDEAO)
- l'Autorité intergouvernementale pour le développement (IGAD)
- la Communauté de développement d'Afrique australe (SADC)

Souvent, ces Communautés se superposent, certains de leurs membres étant parfois membres de plusieurs d'entre elles. La question de leur rationalisation est pendant plusieurs années — et c'est le thème du Sommet de Banjul de 2006. En juillet 2007, lors du sommet d'Accra, la Conférence décide d'adopter un protocole sur les relations entre l'Union africaine et les Communautés économiques régionales. Ce protocole vise à faciliter l'harmonisation des politiques et d'assurer la conformité avec le traité d'Abuja et le calendrier du Plan d'action de Lagos.

### Désignation des présidents
En 2006, l'Union africaine décide de créer un Comité « pour considérer la mise en place d'un système de rotation entre les régions » en relation avec la présidence. Des controverses naissent au sommet de 2006 quand le Soudan annonce sa candidature pour la présidence de l'Union, en tant que représentant de la région est-africaine. Plusieurs États membres refusent de soutenir le Soudan à cause des tensions au Darfour. Le Soudan retire immédiatement sa candidature et le Président Denis Sassou-Nguesso de la République du Congo est élu pour un mandat de un an. Lors du sommet de janvier 2007, Sassou-Nguesso est remplacé par le John Agyekum Kufuor du Ghana, en dépit d'une autre tentative soudanaise pour prendre la présidence. En 2007 lors du 50e anniversaire de l'indépendance du Ghana, un moment symbolique pour le pays qui détient la présidence, un sommet de mi-mandat est organisé pour discuter du Gouvernement de l'Union. En janvier 2008, le Président Jakaya Kikwete de Tanzanie prend la présidence, représentant la région est-africaine.

### Budget et financement
L'UA est très fortement financée par les aides des pays occidentaux (à 73 % en 2017).
En 2016, les chefs d'État de l'UA votent le principe d'une taxe de 0,2 % sur les importations commerciales effectuées par les pays membres afin de rendre l'UA indépendante financièrement des occidentaux. La mise en place effective de la taxe est cependant repoussée à 2018. En janvier 2018, les chefs d'État de l'Union africaine adoptent à l'unanimité la mise en place de cette taxe. La taxe pourrait financer l'UA à hauteur de 1,2 milliard d'euros,. En novembre 2018, 14 États membres mettent cette taxe en place et 23 autres sont en train de le faire.
L'UA adopte son budget annuel pour 2019 en novembre 2018. Il se monte à 681 millions de dollars américains dont 273 millions pour les opérations de maintien de la paix, 250 millions pour les programmes de l'UA et 158 millions pour le budget de fonctionnement.

## Grands axes et politiques menées

### Droits de l'homme et crises politiques
L'OUA, ancêtre de l'UA prônait le respect de la souveraineté et la non-ingérence. À l'inverse, l'UA se donne un droit d'ingérence dans certaines situations (génocide, crimes de guerre). Elle joue depuis sa création un rôle dans ce domaine.
Les deux acteurs au sein de l'UA agissant dans ce domaine sont le président de la Conférence des chefs d'État et le Conseil de paix et de sécurité (CPS).
Pour l'ancien président de l'Union africaine Jean Ping, les tentatives de médiations de l'Union africaine sont mises à mal par certains pays occidentaux, citant l'exemple de la Côte d'Ivoire et de la Libye en 2011.

#### Togo
En réponse à la mort de Gnassingbé Eyadema, président du Togo, le 5 février 2005, les chefs d'États de l'Union africaine considèrent la nomination de son successeur Faure Gnassingbé comme un coup d'État militaire. La constitution du Togo prévoyait que le président du Parlement devait prendre l'intérim en cas de décès du président. Dès lors, ce dernier doit convoquer une élection présidentielle pour choisir le nouveau président dans un délai de 60 jours. La contestation de l'UA force Gnassingbé à tenir une élection. Finalement, il est élu président officiellement le 4 mai 2005 malgré d'importantes allégations de fraude.

#### Mauritanie
Le 3 août 2005, un coup d'État en Mauritanie entraine la suspension du pays de toutes activités internationales. Le Conseil militaire qui prend contrôle de la Mauritanie promet l'organisation d'élections dans les deux ans. Ces élections se déroulent début 2007. Il s'agit des premières élections de Mauritanie généralement considérées comme au-dessus des standards acceptables. À la suite des élections, la Mauritanie est réintégrée dans l'Union. Cependant, le 6 août 2008, un nouveau coup d'État démet le gouvernement élu en 2007. L'UA annonce dès lors la suspension de la Mauritanie.

#### Zimbabwe
La crise politique au Zimbabwe est débattue par l'Union africaine mais aussi par la Communauté de développement d'Afrique australe. Au niveau de l'Union africaine, la situation au Zimbabwe est l'objet de discussions controversées au Conseil exécutif après la remise des rapports de la Commission africaine des droits de l'homme et des peuples. Lors du 11e Sommet de l'Union africaine, qui se tient à Charm el Cheik, en Égypte, en juillet 2008, le Zimbabwe est le principal sujet de discussions de certains États, dont le Sénégal, le Bénin, le Burkina Faso, la Zambie, le Botswana, le Nigeria, le Kenya, et d'autres. Ceux-ci soutiennent une action forte contre le Zimbabwe en réponse aux problèmes posés par le second tour de l'élection présidentielle se tenant en juin. Le Premier ministre du Kenya Raila Odinga appela, parmi d'autres, à la suspension de Robert Mugabe. Toutefois, une résolution est finalement adoptée, celle-ci ne prend pas de sanction contre le gouvernement de Robert Mugabe mais exhorte les principaux partis du Zimbabwe à négocier pour résoudre leurs différends.
Le 14 février 2022, l'Union africaine appelle à la fin des sanctions internationales contre le Zimbabwe, affirmant que ces sanctions ont des effets négatifs sur la population du pays.

### Prévention des conflits

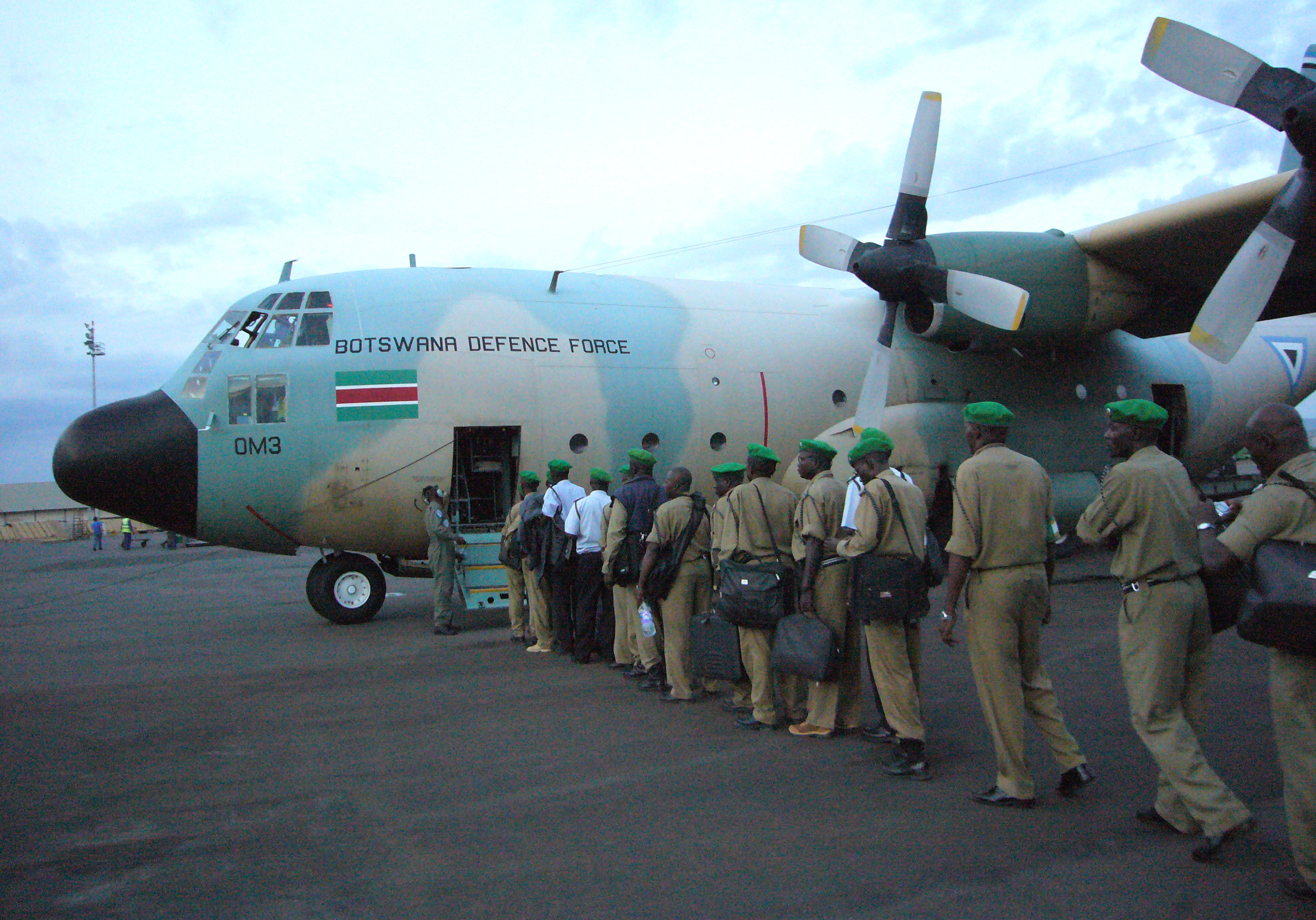
Aéroport de Kigali au Rwanda en 2006 : des policiers ougandais ayant participé pendant un an à la mission de l'Union africaine dans la Guerre civile au Darfour montent en à bord d'un C-130 de l'Escadre aérienne de la force de défense du Botswana.

Un des objectifs de l'Union africaine est de « promouvoir la paix, la sécurité et la stabilité du continent ». Parmi ces principes se trouve la « résolution pacifique des conflits parmi les États membres de l'Union au travers des moyens appropriés décidés par l'Assemblée ». Le premier organe chargé de mettre en œuvre ces objectifs et principes est le Conseil de paix et de sécurité (CPS). Le CPS a le pouvoir, entre autres, d'autoriser des missions de soutien de la paix, d'imposer des sanctions en cas de changements inconstitutionnels de gouvernement, et de « prendre des initiatives et des actions jugées appropriées » en réponse à des conflits en cours ou potentiels. Le CPS est un organe décisionnel de plein droit, et ses décisions sont contraignantes pour les États membres.
L'article 4(h) de l'Acte constitutif, repris dans l'article 4 du Protocole de l'acte constitutif du CPS, reconnaît aussi le droit, pour l'Union, d'intervenir dans les États membres dans les cas de crimes de guerre, génocide et crimes contre l'humanité. Tout décision d'intervention dans un État membre prise en vertu de l'article 4 de l'Acte constitutif doit l'être par la Conférence sur recommandation du CPS.
Depuis sa première rencontre en 2004, le CPS est actif lors des crises au Darfour, aux Comores, en Somalie, en République démocratique du Congo, au Burundi, en Côte d'Ivoire et dans d'autres pays. Il a adopté des résolutions mettant en place les opérations de maintien de la paix de l'Union africaine en Somalie et au Darfour et à imposer des sanctions contre les personnes remettant en cause la paix et la sécurité (telles que l'interdiction de voyager, le gel des avoirs, etc.). Le Conseil supervise la mise en place d'une « force de réserve » pour servir de force de paix africaine permanente.

#### Somalie
Depuis le début des années 1990, la Somalie se trouvait sans gouvernement central fonctionnel. Un accord de paix, qui visait à mettre fin à la guerre civile qui commence par la chute du régime de Siad Barre, est signé en 2006 après plusieurs années de pourparlers. Toutefois, le nouveau gouvernement est presque immédiatement menacé par les violences. Pour soutenir temporairement la base militaire du gouvernement, des soldats de l'Union, environ 8 000 hommes, sont envoyés à Mogadiscio à partir de mars 2007 en tant que force de maintien de la paix. L'Érythrée rappela ses ambassadeurs auprès de l'Union africaine le 20 novembre 2009 après que celle-ci eut demandé au Conseil de sécurité des Nations unies de leur imposer des sanctions du fait de leur soutien supposé aux islamistes somaliens qui tentaient de renverser le gouvernement fédéral de transition de Somalie, le gouvernement internationalement reconnu de la Somalie qui détient le siège de la Somalie à l'Union africaine. Le 22 décembre 2009, le Conseil de sécurité vota la résolution 1907, qui imposa un embargo sur l'Érythrée, des interdictions de séjours pour les dirigeants érythréens, et le gel des avoirs pour les officiels érythréens. L'Érythrée critiqua fortement la résolution. En janvier 2011, l'Érythrée rétablit sa mission auprès de l'Union africaine à Addis Abeba.

#### Darfour (Soudan)
En réponse au conflit du Darfour au Soudan, l'Union africaine a déployé 7 000 soldats de maintien de la paix, originaires principalement du Rwanda et du Nigeria. Bien que la conférence des donateurs, qui se tient à Addis-Abeba en 2005, ait permis d'amasser des fonds pour financer les soldats de maintien de la paix pour l'année en cours et la suivante, l'UA déclare au cours de l'année 2006 que les soldats se retireraient à la fin septembre de cette année – date à laquelle son mandat expire. Le Dr Eric Reeves a critiqué les forces de maintien de la paix en déclarant que celles-ci étaient souvent inefficaces du fait du manque de fonds, de personnels et d'expertise. La taille de la zone à surveiller, à peu près la taille de la France, a rendu encore plus difficile de soutenir une mission efficace. En juin 2006, le Congrès des États-Unis a accordé 173 millions de dollars pour soutenir les forces de l'UA. Le Genocide Intervention Network a appelé les Nations unies (ONU) ou l'OTAN à intervenir pour augmenter et/ou remplacer les forces de maintien de la paix de l'UA. L'ONU a envisagé le déploiement de forces de maintien de la paix, même si elle ne serait intervenues qu'à partir d'octobre 2007. La mission sous-financée et mal équipée de l'UA, qui devait expirer le 31 décembre 2006, est prolongée jusqu'au 30 juin 2007 et a fusionné avec la Mission conjointe des Nations unies et de l'Union africaine au Darfour en octobre 2007. En juillet 2009, l'Union africaine a cessé de coopérer avec la Cour pénale internationale, en refusant de reconnaître le mandat d'arrêt international qu'elle avait émis à l'encontre du dirigeant soudanais Omar el-Bechir pour crimes de guerre et crimes contre l'humanité. L'Union ne procéda pas à son arrestation lors de ses visites dans les États parties au Statut de Rome. Cela s'explique notamment par les relations tendues entre l'Union africaine et la Cour pénale internationale. En effet, cette dernière voit sa légitimité remise en cause par des accusations de colonialisme en ne poursuivant que des Africains.

#### Libye
L'Union africaine chercha à s'imposer comme médiateur au début de la Guerre civile libyenne de 2011 en formant un comité ad hoc de cinq présidents (le président congolais Denis Sassou Nguesso, le président malien Amadou Toumani Touré, le président mauritanien Mohamed Ould Abdel Aziz, le président sud-africain Jacob Zuma, et le président ougandais Yoweri Museveni) pour mettre en place une trêve. Cependant, le début de l'intervention militaire menée par l'OTAN en mars 2011 empêcha le Comité de se rendre en Libye pour rencontrer le dirigeant libyen et ancien président de l'Union africaine (en 2010) Mouammar Kadhafi. En tant qu'Union, l'UA se détache nettement de la décision du Conseil de sécurité des Nations unies de créer une zone d'exclusion aérienne en Libye, bien que quelques États membres, tels que le Botswana, le Gabon, la Zambie, et d'autres exprimèrent leur soutien à la résolution.
En conséquence de la défaite de Kadhafi à la Seconde bataille de Tripoli, la bataille décisive de la guerre, en août 2011, la Ligue arabe vota la reconnaissance du Conseil national de transition comme gouvernement légitime du pays avant la tenue d'élections. Cependant, bien que le Conseil ait été reconnu par plusieurs États membres de l'Union, dont deux sont aussi membres de la Ligue arabe,, le Conseil de paix et de sécurité de l'Union africaine posa son veto à la reconnaissance le 26 août 2011, insistant sur le fait qu'un cessez-le-feu devait être conclu et qu'un gouvernement d'union nationale devait être formé par les deux partis lors de la guerre civile. Un certain nombre d'États membres de l'Union à la tête desquels se trouvaient l'Éthiopie, le Nigeria et le Rwanda demandèrent que l'UA reconnaisse le CNT comme autorité gouvernementale d'intérim, et plusieurs autres États membres reconnurent le CNT sans prendre en compte la décision du Conseil de paix et de sécurité,. Cependant, l'Algérie et le Zimbabwe indiquent qu'ils ne reconnaîtraient pas le CNT, l'Afrique du Sud exprime quant à elle des réserves,.
Le 20 septembre 2011, l'Union africaine reconnait officiellement le CNT comme représentant légitime de la Libye.

### Santé
L'Union africaine dispose de 2 agences de santé continentales : l'Agence africaine du médicament (AMA), créée en 2021, et les Centres africains de contrôle et de prévention des maladies (Africa CDC), lancés en 2017.

#### Lutte contre le SIDA
Les pandémies de VIH et SIDA sont l'un des principaux problèmes auxquels doit faire face l'Afrique, devant les conflits armés. L'Afrique subsaharienne, particulièrement le sud de l'Afrique, est de loin la région la plus concernée au monde. Bien que la mesure des taux de prévalence du VIH s'avère un défi méthodologique, il s'avère que plus de 20 % de la population sexuellement active de nombreux pays d'Afrique australe peut être infectée. L'Afrique du Sud, le Botswana, le Kenya, la Namibie et le Zimbabwe voient ainsi leur espérance de vie moyenne diminuer de 6,5 ans. Les effets sur l'Afrique du Sud menacent de manière significative la croissance du PIB, et par conséquent les exportations et importations du continent.

#### Lutte contre la Covid-19
Pour lutter contre la Covid-19, l'Union africaine met en place un groupe de travail appelé African Vaccine Acquisition Task Team (Avatt) dont le but est d'acquérir des vaccins. En janvier 2021, l'Union africaine obtient la promesse de 670 millions de doses de vaccin (Covishield) contre la Covid-19. Ces doses seront disponibles dans les deux prochaines années. L'UA souhaite qu'au moins 60 % de la population africaine soit vaccinée contre la Covid-19 d'ici 2022 ce qui nécessite 1,5 milliard de vaccins,.

### Relations extérieures
Les États membres de l'Union africaine coordonnent leur politique étrangère à travers celle-ci, en plus de conduire leur propre politique étrangère individuelle. L'UA représente les intérêts des peuples africains en général auprès des organisations internationales ; par exemple, elle dispose du statut d'observateur à l'Assemblée générale des Nations unies. L'Union africaine et les Nations unies travaillent en tandem pour aborder les questions de préoccupations communes dans divers domaines.
L'Union africaine maintient des représentations diplomatiques spéciales auprès des États-Unis, de la Chine et de l'Union européenne.
L'Union africaine intègre officiellement le G20 à l'occasion du sommet du G20 de 2023 à New Delhi, devenant son 21e membre.

### Perception de l'Afrique
En août 2025, l'Union africaine apporte son soutien à la campagne « Correct the map », menée par deux organisations africaines. Cette initiative vise à remplacer la planisphère actuellement utilisée par une projection cartographique plus fidèle aux dimensions réelles des continents, afin de rompre avec une vision du monde héritée de la période coloniale.

## Géographie
L'Union africaine s'étend sur tout le continent africain et de plusieurs îles plus éloignées et des territoires considérés comme occupés. Par conséquent, la géographie de l'Union africaine est très diversifiée, comprenant le plus grand désert chaud du monde (le Sahara), de grandes jungles et savane, et le plus long fleuve du monde : le Nil.
L'Union africaine s'étend sur 29 922 059 km2, avec 24 165 km de côtes. La majeure partie de l'Union se trouve sur l'espace continental, à l'exception de l'île de Madagascar qui représente cependant 2 % de sa superficie totale.

## Économie
Le PIB nominal des États membres de l'Union africaine s'élevait à 1 627 milliards de dollars. Le PIB en parité de pouvoir d'achat de l'Union africaine s'élevait à 2 849 milliards de dollars, la plaçant à la huitième place mondiale, derrière la France et devant l'Italie,,.
Les objectifs futurs de l'Union africaine comportent notamment la création d'une zone de libre échange, d'une union douanière, d'un marché unique, d'une banque centrale et d'une monnaie commune (cf. union monétaire africaine), établissant ainsi une union économique et monétaire.
En juillet 2021, l'Union Africaine a lancé la Zone de Libre-Echange Continentale Africaine (ZLECAf), qui vise à créer un marché unique pour les biens et services en Afrique. Les projets actuels consistent à établir une Communauté économique africaine avec une monnaie commune d'ici à 2023.
Le projet Open Sky (« ciel ouvert ») vise à doter l'Afrique d'un marché unique du transport aérien. Il est lancé avec vingt-trois pays à partir du 28 janvier 2018.

## Population et société

### Démographie
L'Union africaine était peuplée de 968 millions d'habitants en 2011. En 2023 les estimations portent la population à 1 394 millions d'habitants.

#### Fécondité et espérance de vie
Il s'agit du continent où la fécondité est la plus élevée, ainsi le Niger détient le record mondial avec 7,1 enfants par femme.
La population de l'UA est très jeune : 41 % a moins de 15 ans. L'Ouganda et le Niger sont les pays les plus jeunes du monde : 49 % des habitants ont moins de 15 ans.
L'espérance de vie y est la plus basse au monde : 50 ans en Afrique subsaharienne.

#### Diaspora
L'acte constitutif de l'Union africaine dispose qu'elle doit « inviter et encourager la pleine participation de la diaspora africaine en tant qu'élément important pour le continent dans la construction de l'Union africaine ». Le gouvernement de l'Union africaine a défini la diaspora africaine comme étant « composée de personnes d'origine africaine vivant hors du continent, sans considération de leur citoyenneté et nationalité et qui souhaitent contribuer au développement du continent et construire une Union africaine ».

### Langues
D'après l'acte constitutif de l'Union africaine, les langues de travail sont l'arabe, l'anglais, le français et le portugais, ainsi que, si possible, les langues africaines. Un protocole amendant l'Acte constitutif, adopté en 2003, a ajouté à ces langues l'espagnol et le swahili ainsi que « toute autre langue africaine ». Les six langues sont alors devenues des langues officielles de l'Union, et ne sont plus désignées sous le terme de « langue de travail ». En pratique, la traduction des documents de l'Union dans les quatre langues de travail initiales entraînait des délais significatifs et des difficultés à mener à bien certains projets, mais ceux-ci sont résolus par l'introduction de nouveaux outils de traduction et de nouvelles méthodes de travail.
Fondée en 2001 sous les auspices de l'UA, l'Académie africaine des langues promeut l'usage et la perpétuation des langues africaines chez les Africains. L'UA fait de l'année 2006 l'« année des langues africaines »,.

#### Documents officiels
- Organisation de l'unité africaine, « Acte constitutif de l'Union africaine » [PDF], sur au.int, 11 juillet 2000 (consulté le 11 juin 2020).
- Union africaine, « Protocole sur les amendements à l'Acte constitutif de l'Union africaine » [PDF], sur au.int, 13 juillet 2003 (consulté le 11 juin 2020).
- Commission de l'Union africaine, Plan stratégique de la Commission de l'Union africaine : Vision d'avenir et missions de l'Union africaine, mai 2004 (lire en ligne [PDF]).
- « Plan stratégique de la Commission de l'Union africaine : Vision d'avenir et missions de l'Union africaine »(Archive.org • Wikiwix • Archive.is • Google • Que faire ?)
- Conférence de l'Union africaine, Décisions, déclarations, messages de félicitation et missions, Addis-Abeba, 3 février 2009, 65 p. (lire en ligne).

#### Ouvrages
- (en) Hiruy Wubie et Zelalem Tsegaw, African Union Law (matériel didactique), 2009, 246 p. (lire en ligne [PDF]).
- L'Union africaine quinze ans après (préf. Jacques Fame Ndongo), t. 2, L'Harmattan, 2017, 316 p. (ISBN 978-2-343-12102-4)
- Guy Mvelle, Laurent Zang, Jacques Fame Ndongo, L'Union africaine quinze ans après, t. 1, L'Harmattan, 2017, 346 p.

#### Articles
- « Jean Ping, nouveau président de la Commission », RFI,‎ 2 février 2008 (lire en ligne)
- (en) Barry Malone, « AU won't recognise Libyan rebel council: diplomats », The Daily Star,‎ 26 août 2011 (lire en ligne, consulté le 26 août 2011)
- (en) « African Union urges restraint on both sides », The Star,‎ 21 mars 2011 (lire en ligne [archive du 21 mai 2011], consulté le 5 juillet 2011)
- Emmanuel Mulondo, « Kutesa, AU blocked from entering Libya », Daily Monitor,‎ 21 mars 2011 (lire en ligne, consulté le 21 mars 2011)
- « African Union demands end to military strikes on Libya, skips Paris meeting », Sudan Tribune,‎ 19 mars 2011 (lire en ligne, consulté le 21 mars 2011)
- (en) Baboki Kayawe, « Khama supports no-fly zone on Libya », Mmegi Online,‎ 23 mars 2011 (lire en ligne, consulté le 5 avril 2011)
- Francis Kpatindé, « Bienvenue dans l'Union africaine », Courrier international,‎ 20 février 2012 (lire en ligne)
- Xavier Martinet, « Afrique. Le début d’un marché commun africain ? », France Culture,‎ 22 mars 2018 (lire en ligne)